# IC 4027
IC 4027 — галактика типу SB0 (компактна витягнута галактика) у сузір'ї Гончі Пси.
Цей об'єкт міститься в оригінальній редакції індексного каталогу.